# Store Trued
'Store Trued' var en snapphane. Under ett år bodde han i en grotta i skogen nära gården Brännskulla, söder om sjön Immeln.
Traktens bönder hade sina sympatier för svenskarna på grund av danskarnas härjningar i nordvästra Skåne. Bönderna i trakten lovade svenskarna att hålla området fritt från snapphanar och skickade därför ut patruller för att leta upp och döda snapphanarna. En av dessa patruller upptäckte Store Trued när han satt på en stor sten utanför sin grotta. Man jagade honom och ett par hundra meter söderut blev han skjuten.

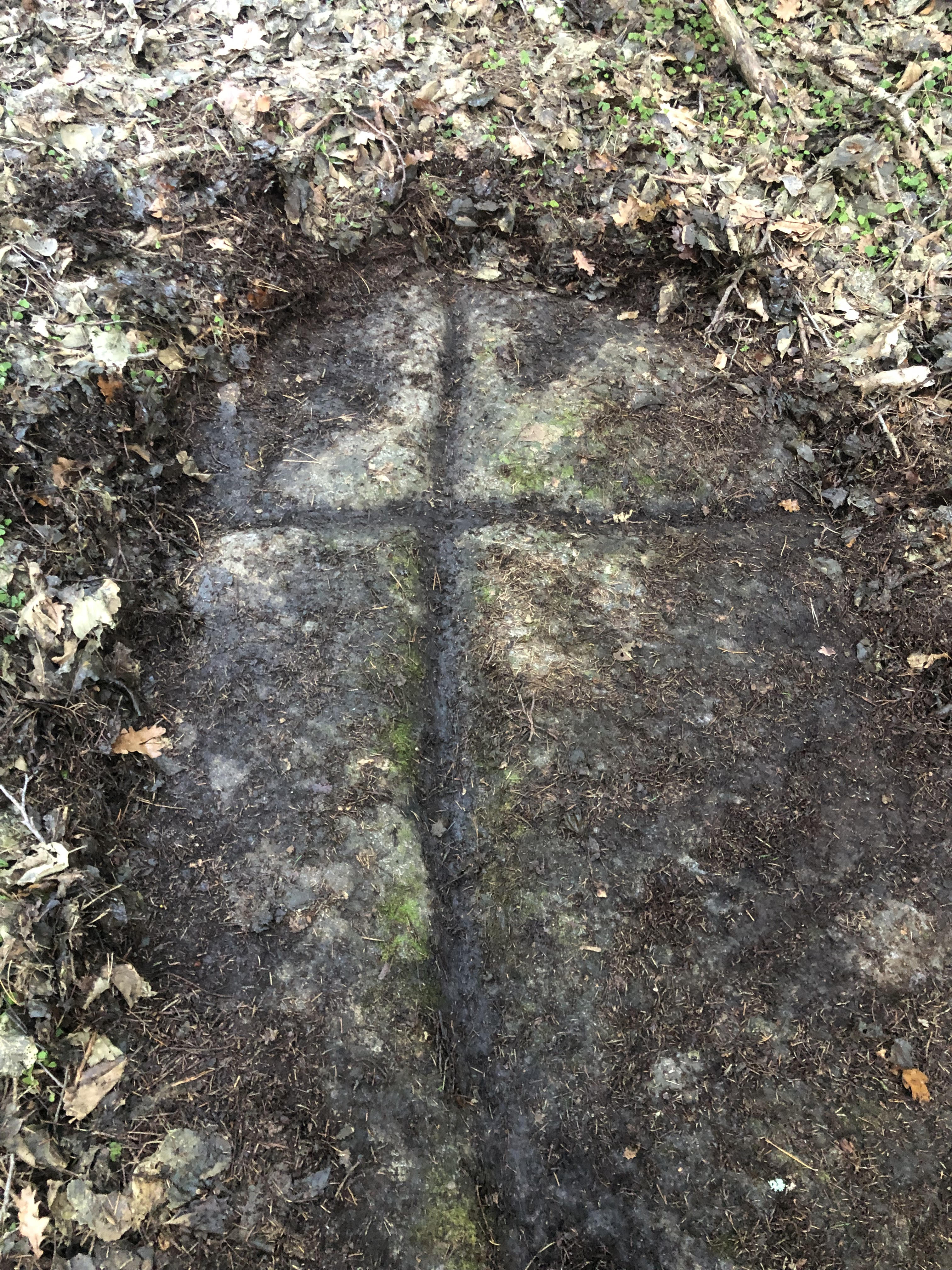

Dagen efter ristades ett kors in i stenen som kan ses än i dag.
Stenen finns idag liggande i söderkurva vid gamla vägen mellan Arkelstorp och Hjärsås. När den nya vägen byggdes på 1960-talet, kom denna sten att ligga på norra slänten av den nya vägen. Det finns många sägner om Store Trued, en av dessa påstår att det var en skräddare i Hjärsås som lurpassade på och sköt honom på denna plats, samt erhöll skottpengarna. Vänner till Store Trued skall ha huggit in korset i stenen där han föll. Emellanåt blir stenen rengjord och platsen städad från döda kvistar och dylikt.